# Stockholm Open 2022
Stockholm Open 2022 byl tenisový turnaj hraný jako součást mužského okruhu ATP Tour v aréně Kungliga tennishallen na krytých dvorcích s tvrdým povrchem. Padesátý třetí ročník Stockholm Open probíhal mezi 17. až 23. říjnem 2022 ve švédské metropoli Stockholmu.
Turnaj dotovaný 725 540 eury patřil do kategorie ATP Tour 250. Nejvýše nasazeným singlistou se stal pátý tenista světa Stefanos Tsitsipas z Řecka, jenž prohrál ve finále. Jako poslední přímý účastník do hlavní singlové soutěže nastoupil 86. hráč žebříčku, Francouz Quentin Halys. V důsledku invaze Ruska na Ukrajinu na konci února 2022 řídící organizace tenisu ATP, WTA a ITF s grandslamy rozhodly, že ruští a běloruští tenisté mohli dále na okruzích startovat, ale do odvolání nikoli pod vlajkami Ruska a Běloruska.
Druhý singlový titul na okruhu ATP Tour vybojoval 19letý Dán Holger Rune, který jako druhý teenager po Alcarazovi v probíhající sezóně vyhrál více než jeden turnaj. Čtyřhru ovládli Salvadorec Marcelo Arévalo s Nizozemcem Jeanem-Julienem Rojerem a získali čtvrtou společnou trofej.

## Rozdělení bodů a finančních odměn

### Rozdělení bodů
| Soutěž       | Soutěž | vítězové | finalisté | semifinalisté | čtvrtfinalisté | 16 v kole | 32 v kole | Q  | Q2 | Q1 |
| ------------ | ------ | -------- | --------- | ------------- | -------------- | --------- | --------- | -- | -- | -- |
| dvouhra mužů | [ 1 ]  | 250      | 150       | 90            | 45             | 20        | 0         | 12 | 6  | 0  |
| čtyřhra mužů | [ 5 ]  | 250      | 150       | 90            | 45             | 0         | —         | —  | —  | —  |

### Finanční odměny
| Soutěž                              | Soutěž      | vítězové | finalisté | semifinalisté | čtvrtfinalisté | 16 v kole | 32 v kole | Q2      | Q1      |
| ----------------------------------- | ----------- | -------- | --------- | ------------- | -------------- | --------- | --------- | ------- | ------- |
| dvouhra mužů                        | [ 1 ] [ 6 ] | 98 580 € | 57 505 €  | 33 805 €      | 19 595 €       | 11 375 €  | 6 950 €   | 3 475 € | 1 895 € |
| čtyřhra mužů                        | [ 5 ]       | 34 250 € | 18 320 €  | 10 750 €      | 6 000 €        | 3 540 €   | —         | —       | —       |
| částka ve čtyřhře je uvedena na pár |             |          |           |               |                |           |           |         |         |

## Dvouhra

### Nasazení hráčů
| Stát                          | Hráč               | ATP | Nasazení |
| ----------------------------- | ------------------ | --- | -------- |
| Řecko                         | Stefanos Tsitsipas | 6.  | 1.       |
| Spojené království            | Cameron Norrie     | 10. | 2.       |
| USA                           | Frances Tiafoe     | 17. | 3.       |
| Kanada                        | Denis Shapovalov   | 20. | 4.       |
| Austrálie                     | Alex de Minaur     | 23. | 5.       |
| Bulharsko                     | Grigor Dimitrov    | 24. | 6.       |
| Dánsko                        | Holger Rune        | 27. | 7.       |
| USA                           | Tommy Paul         | 30. | 8.       |
| Žebříček ATP k 10. říjnu 2022 |                    |     |          |

### Jiné formy účasti na turnaji
Následující hráči obdrželi divokou kartu do hlavní soutěže:
- Leo Borg
- Stefanos Tsitsipas
- Elias Ymer

Následující hráč obdržel zvláštní výjimku:
- Mikael Ymer

Následující hráči postoupili z kvalifikace:
- Antoine Bellier
- Jason Kubler
- Lukáš Rosol
- Alexandr Ševčenko

### Odhlášení
před začátkem turnaje
- Nikoloz Basilašvili → nahradil jej  J. J. Wolf
- Taylor Fritz → nahradil jej  Cristian Garín

## Čtyřhra

### Nasazení párů
| Stát                                                                      | Hráč              | Stát        | Hráč              | ATP | Nasazení |
| ------------------------------------------------------------------------- | ----------------- | ----------- | ----------------- | --- | -------- |
| Salvador                                                                  | Marcelo Arévalo   | Nizozemsko  | Jean-Julien Rojer | 11. | 1.       |
| Německo                                                                   | Tim Pütz          | Nový Zéland | Michael Venus     | 18. | 2.       |
| Spojené království                                                        | Lloyd Glasspool   | Finsko      | Harri Heliövaara  | 36. | 3.       |
| Mexiko                                                                    | Santiago González | Argentina   | Andrés Molteni    | 74. | 4.       |
| Žebříček ATP k 10. říjnu 2022; číslo je součtem postavení obou členů páru |                   |             |                   |     |          |

### Jiné formy účasti
Následující páry obdržely divokou kartu do hlavní soutěže:
- Filip Bergevi /  Petros Tsitsipas
- Leo Borg /  Simon Freund

Následující pár nastoupil z pozice náhradníka:
- Pavel Kotov /   Alexandr Ševčenko

### Odhlášení
před začátkem turnaje
- William Blumberg /  Tommy Paul → nahradili je  Cameron Norrie /  Tommy Paul
- Jonathan Eysseric /  Constant Lestienne → nahradili je  Jonathan Eysseric /  Quentin Halys
- André Göransson /  Ben McLachlan → nahradili je  Ben McLachlan /  John-Patrick Smith
- Nikola Mektić /  Mate Pavić → nahradili je  Roman Jebavý /  Adam Pavlásek
- Tim Pütz /  Michael Venus → nahradili je   Pavel Kotov /   Alexandr Ševčenko
- Rajeev Ram /  Joe Salisbury → nahradili je  Robert Galloway /  Hans Hach Verdugo

## Přehled finále

### Mužská dvouhra
- Holger Rune vs.  Stefanos Tsitsipas, 6–4, 6–4

### Mužská čtyřhra
- Marcelo Arévalo /  Jean-Julien Rojer vs.  Lloyd Glasspool /  Harri Heliövaara, 6–3, 6–3